# Lake Butler, Orange County, Florida
Lake Butler är en ort (CDP) i Orange County, i delstaten Florida, USA. Enligt United States Census Bureau har orten en folkmängd på 15 400 invånare (2010) och en landarea på 31,6 km².